# Máquina do governo
A expressão máquina do governo ou maquina estatal significa as estruturas e processos de governo interconectados, tais como as funções de responsabilidade dos ministérios e secretarias no poder executivo. A expressão é particularmente usada no contexto de mudanças no sistema de administração pública vigente, onde diferentes elementos da máquina são criados. No Brasil, "máquina do governo" é quase sempre sinônimo de burocracia.

## Histórico
A expressão parece ter surgido com John Stuart Mill, em Considerations on Representative Government de 1861. Foi notavelmente utilizada em uma transmissão de rádio pelo presidente Franklin Delano Roosevelt em 1934, comentando o papel da National Recovery Administration (NRA) no desenvolvimento do New Deal. Alguns governos nacionais como os da Austrália, Canadá, África do Sul e Reino Unido ado(p)taram a expressão oficialmente.
No Brasil, a expressão possui uma conotação quase sempre negativa, empregada em referência ao poder exercido pelo estado e sua burocracia contra o cidadão comum, e em prol dos protegidos pelo governante de plantão.